# Diecéze Bacatha v Arábii
Diecéze Bacatha v Arábii je titulární diecéze římskokatolické církve.

## Historie
Bacatha v Arábii, možná idetifikovatelná s ruinami Khirbet-El-Bascha, bylo starobylé biskupské sídlo nacházející se v římské provincii Arabia. Byla součástí Antiochijského patriarchátu a sufragánnou arcidiecéze Bosra.
Diecéze není uvedena v díle Oriens Christianus a ani v jediném Notitiae Episcopatuum Antiochijského patriarchátu.
Dnes je využívána jako titulární biskupské sídlo, které navazuje na místní tradici kdysi existujícího biskupství. Do dnešní doby nebylo sídlo obsazeno.